# Păpușarii
Păpușarii (1994) (denumire originală The Puppet Masters) este un film științifico-fantastic adaptat de Ted Elliott, Terry Rossio și David S. Goyer după romanul lui Robert A. Heinlein din 1951 cu același titlu, în care trei agenți secreți guvernamentali americani se luptă cu o invazie extraterestră a unor paraziți care controlează creierul. Filmul este regizat de Stuart Orme și în rolurile principale interpretează actorii Donald Sutherland, Andrew Robinson, Keith David, Julie Warne și Eric Thal.